# Myriellina cydoniae
Myriellina cydoniae är en svampart som först beskrevs av Jean Baptiste Desmazières, och fick sitt nu gällande namn av Franz Xaver von Höhnel 1915. Myriellina cydoniae ingår i släktet Myriellina, divisionen sporsäcksvampar och riket svampar.   Inga underarter finns listade i Catalogue of Life.